# Fantastic Parodius - Pursue the Glory of the Past
Fantastic Parodius - Pursue the Glory of the Past (極上パロディウス ～過去の栄光を求めて～ Gokujō Parodiusu - Kako no Eikō o Motomete?), i Japan känt som Fantastic Journey, är ett  sidscrollande arkadspel och tredje titeln i Parodiusserien från Konami. Precis som övriga spel i serien, är det en parody på Konamititlar, främst ur Gradiusserien.

### Fotnoter
1. ↑  ”Fantastic Journey” (på engelska). Mobygames. http://www.mobygames.com/game/fantastic-journey. Läst 13 maj 2014.